# Potencial vectorial
En cálculo vectorial, un potencial vectorial o potencial vector es un campo vectorial cuyo rotacional es un campo vectorial. Esto es análogo al potencial escalar, que es un campo escalar cuyo gradiente negativo es también un campo vectorial. 
Formalmente, dado un campo vectorial v, un potencial vectorial es un campo vectorial A tal que
{\displaystyle \mathbf {v} ={\vec {\nabla }}\times \mathbf {A} .}
Si un campo vectorial v admite un potencial vectorial A, entonces de la igualdad
{\displaystyle {\vec {\nabla }}\cdot ({\vec {\nabla }}\times \mathbf {A} )=0}
(la divergencia del rotacional es cero) se tiene
{\displaystyle {\vec {\nabla }}\cdot \mathbf {v} ={\vec {\nabla }}\cdot ({\vec {\nabla }}\times \mathbf {A} )=0,}
lo cual implica que v debe ser un campo vectorial solenoidal.
Una pregunta interesante es si cualquier campo vectorial solenoidal admite un potencial vectorial. La respuesta es afirmativa si el campo vectorial satisface ciertas condiciones.

## Teorema
Sea
{\displaystyle \mathbf {v} :\mathbb {R} ^{3}\to \mathbb {R} ^{3}}
un campo vectorial solenoidal el cual es dos veces diferenciable. Asumamos que v(x) decrece suficientemente rápido cuando ||x||→∞. Definamos
{\displaystyle \mathbf {A} (\mathbf {x} )={\frac {1}{4\pi }}{\vec {\nabla }}\times \int _{\mathbb {R} ^{3}}{\frac {\mathbf {v} (\mathbf {y} )}{\left\|\mathbf {x} -\mathbf {y} \right\|}}\,d\mathbf {y} .}
Entonces, A es un potencial vectorial para v, esto es, 
{\displaystyle {\vec {\nabla }}\times \mathbf {A} =\mathbf {v} .}
Una generalización de este teorema es la descomposición de Helmholtz la cual establece que cualquier campo vectorial puede descomponerse como una suma de campo vectorial solenoidal y un campo vectorial no rotacional.

## La no unicidad
El potencial vectorial dado por un campo solenoidal no es único. Si A es un vector potencial para v, entonces también 
{\displaystyle \mathbf {A} +{\vec {\nabla }}m}
donde m es cualquier función escalar diferenciable. Esto se sigue del hecho de que el rotacional del gradiente es cero.
La no unicidad lleva a un grado de libertad en la formulación de la electrodinámica, o norma libre, y requiere elegir una norma.